# Erciş (district)
Erciş is een Turks district in de provincie Van en telt 152.201 inwoners (2007). Het district heeft een oppervlakte van 1876,4 km². Hoofdplaats is Erciş.
De bevolkingsontwikkeling van het district is weergegeven in onderstaande tabel.
| 1997    | 2000    | 2007    |
| ------- | ------- | ------- |
| 145.229 | 147.421 | 152.201 |